# Terra Rica
Terra Rica é um município brasileiro do estado do Paraná.

## História
Terra Rica foi elevado à categoria de município e distrito pela lei estadual n.º 253, de 26 de novembro de 1954.